# Абвергруппа-104
Абвергруппа-104 (АГ-104) (кодовое имя «Хорст», позывной «Леве», полевая почта № 06789 Л) - разведывательное подразделение Абвера, действовавшее во время Великой Отечественной войны против РККА. Абвергруппа-104 была придана 6-й армии, а в мае 1943 - 4-й танковой армии. Абвергруппа-104 вела разведывательную деятельность против Юго-Западного, Сталинградского, Донского и 1-го Украинского фронтов.

## Структура
Абвергруппа-104 находилась в подчинении Абверкоманды-1А, с июля 1942 — в подчинении Абверкоманды-102, с мая 1943 — Абверкоманды-101, подчинявшихся, в свою очередь, штабу «Валли».
До июля 1942 года абвергруппой командовал майор Черник, с июля 1942 подполковник Лайтер, с апреля 1943 обер-лейтенант Питцер или Пютцер Рудольф, с апреля 1944 и до расформирования группой руководил лейтенант Голли Гиндер («Рихард»).
Агентура в большом количестве состояла из советских военнопленных и вербовалась в Ровно, Майкопе, Попельне, Летичеве, Гродно, Перемышле, Тарнуве и Кельцах. С осени 1944 началась вербовка среди участников «Украинского Легиона Самообороны» и восточных рабочих в лагере «3 Ост» в Коттбусе. Вербовкой занимались коллаборационисты, являвшиеся официальными сотрудниками «Абвера»: Чекоидзе («Шталь»), Пикульский («Зоенко»), Кохно Валентин, Шнеер Ганс, Глынь (он же Обережный). До 1944 агенты обучались методикам и способам сбора информации, но специального обучения не проходили.
С 1944 в Абвергурппе-104 началось обучение агентов на специальных курсах под руководством бывшего майора РККА Озерова. В это же время в АГ-104 была создана штурмовая команда, которая обучала разведчиков переднего края Красной армии. Группа состояла из добровольцев из числа украинских легионеров и агентов, уже проверенных на работе в советском тылу. Во время дислокации абвергруппы в Гросс-Рерсдорф было организовано обучение в двух группах: первая состояла из русских (10 человек), вторая - из западных украинцев (25 человек). Группы были изолированы друг от друга, при этом украинская группа имела более широкую программу. Группой руководил офицер штаба АГ-104 Макс.

### Мельдекопфы Абвергруппы-104
В состав Абвергруппы-104 входило два мельдекопфа:
- Мельдекопф-1 с августа 1942 был придан IIX армейскому корпусу, но при этом работая также и в интересах XIV танкового корпуса. В каждой дивизии корпусов действовали представители мельдекопфа. Например, в 100-й дивизии работал Чекоидзе, а в 305-й дивизии работал Кузнецов[2]. В августе 1942 местом дислокации мельдекопфа был хутор Кисляковка, а с сентября 1942 - Песковатка. В марте 1943 мельдекопф был расформирован[2]. Командовал Мельдекопфом-1 капитан Клебер[4]. В период сентябрь-октябрь 1942 мельдекопф возглавлял капитан Мюллер[4].
- Мельдекопф-2 был придан XI армейскому корпусу, при этом работая и в интересах LI армейского корпуса. Местом дислокации мельдекопфа с августа 1942 был посёлок Калач (улица Луговая, дома 8 и 12), с сентября село Карповка, а позже город Сталинград (улица Чембарская, дом 138)[2]. Руководил деятельностью Мельдекопфа-2 капитан Карл Люк[4].

## Боевой путь
До июля 1942 АГ-104 располагалась в Харькове, а с августа 1942 по март 1943 дислоцировалась на хуторах Кисляковка и Кульпинский Сталинградской области и в городе Морозовск Ростовской области.
Одним из центров борьбы с разведчиками, подготавливаемыми и забрасываемыми на советскую территорию Абвергруппой-104, был Куйбышев. Самарские контрразведчики вели оперативные радиоигры с Абверкомандой-104 (а также с абверкомандами 102, 103, абвергруппами 104 и 111 и с зондерштабом абвера «Р»).

## Командный состав
- майор Черник - до июля 1942 начальник АГ-104[4]
- подполковник Лейтер (или Лайтер) - с июля 1942 по апрель 1943 начальник АГ-104[4]
- лейтенант Питцер (или Пютцер) Рудольф - до апреля 1944 начальник АГ-104[4]
- лейтенант Голле Гиндер (кличка «Рихард») - с апреля 1944 по апрель 1945 начальник АГ-104[4]
- Рендикс (или Рендигс) Эрих - в 1944 замначальника АГ-104[4]
- руководитель специальных курсов бывший майор РККА Озеров
- руководитель штурмовой группы Макс